# Art in America
Art in America, est un magazine mensuel américain d'art publié depuis 1913. Aujourd'hui, il est publié par Brant Publications, elles-mêmes fondées en 1984. 

## Contributeurs notables
- Maurice Berger (historien),
- Hal Foster (art critic) (en),
- Suzi Gablik (en),
- Jamey Gambrell (en),
- Eleanor Heartney (en),
- Dave Hickey (en),
- Joe Lewis (artist) (en),
- Nancy Marmer (en),
- Eileen Myles,
- Ted Mooney (en),
- Linda Nochlin,
- Craig Owens (critic) (en),
- Peter Plagens (en),
- Nancy Princenthal (en),
- Carter Ratcliff (en),
- Walter Robinson (artist) (en),
- Harold Rosenberg,
- Peter Schjeldahl (en),
- Stephen Westfall (en),
- Akiko Ichikawa (en),